# Ricardo Carvalho
Ricardo Alberto Silveira Carvalho (sinh ngày 18 tháng 5 năm 1978 tại Amarante, Bồ Đào Nha) là một cựu cầu thủ bóng đá và huấn luyện viên người Bồ Đào Nha. Anh thi đấu ở vị trí trung vệ.

## Sự nghiệp thi đấu

### FC Porto (1997-2004)
Carvalho khởi nghiệp trong màu áo FC Porto từ năm 1998 và đã thể hiện được những tố chất để trở thành một cầu thủ lớn trên thế giới. Mùa giải 2003-2004 Carvalho đoạt được cú đúp vô địch Primeira Liga và UEFA Champions League cùng với Porto. Anh được bầu chọn là hậu vệ xuất sắc nhất tại Champions League năm đó. Với những kết quả trên, Chelsea F.C. đã mang anh về sân Stamford Bridge với giá 19,85 triệu bảng Anh và Carvalho trở thành người Bồ Đào Nha thứ ba Chelsea có được sau Paulo Ferreira và huấn luyện viên José Mourinho.

### Chelsea (2004-2010)
Tại câu lạc bộ mới Carvalho vẫn thể hiện được phong độ đỉnh cao và góp phần giúp Chelsea có được 2 danh hiệu vô địch Premier League và Cúp Liên đoàn. Carvalho có bàn thắng đầu tiên cho Chelsea trong trận thắng 3-1 với Norwich.
Mùa giải 2005-2006 bắt đầu với Carvalho không được phẳng lặng với những mâu thuẫn không đáng có với Mourinho nhưng cuối cùng anh vẫn được ra sân vào khoảng tháng 9 và ghi bàn thắng thứ hai cho Chelsea tại Champions League trong chiến thắng 4-0 trước Real Betis. Carvalho nhận chiếc thẻ đỏ đầu tiên tại Chelsea vào tháng 1 năm 2006 trong trận derby với Fulham F.C.. Đến tháng 4 năm 2006 Carvalho ghi bàn thắng thứ 3 trong chiến thắng 3-0 trước Manchester United đồng nghĩa với việc kết liễu "Quỷ đỏ" trong cuộc đua tới ngôi vô địch năm 2006.
Ngày 18 tháng 5 năm 2007 trong lần sinh nhật thứ 9 của mình Carvalho đã ký một hợp đồng 5 năm với Chelsea.

### Real Madrid (2010-2013)
Vào ngày 10 tháng 8 năm 2010, Real Madrid đã ký hợp đồng có thời hạn 2 năm trị giá 8 triệu euro với Carvalho, có điều khoản kéo dài thêm 1 năm.

## Thống kê sự nghiệp

### Câu lạc bộ
| Câu lạc bộ                             | Giải đấu            | Mùa giải            | Giải vô địch | Giải vô địch | Cúp  | Cúp | Cúp quốc gia[A] | Cúp quốc gia[A] | Châu âu | Châu âu | Khác[B] | Khác[B] | Tổng cộng | Tổng cộng |
| Câu lạc bộ                             | Giải đấu            | Mùa giải            | Trận         | Bàn          | Trận | Bàn | Trận            | Bàn             | Trận    | Bàn     | Trận    | Bàn     | Trận      | Bàn       |
| -------------------------------------- | ------------------- | ------------------- | ------------ | ------------ | ---- | --- | --------------- | --------------- | ------- | ------- | ------- | ------- | --------- | --------- |
| Leça (cho mượn)                        | Primeira Liga       | 1997–98             | 22           | 1            | 2    | 0   | —               | —               | —       | —       | —       | —       | 24        | 1         |
| Leça (cho mượn)                        | Primeira Liga       | Tổng cộng           | 22           | 1            | 2    | 0   | —               | —               | —       | —       | —       | —       | 24        | 1         |
| Porto                                  | Primeira Liga       | 1998–99             | 1            | 0            | 0    | 0   | —               | —               | 0       | 0       | 0       | 0       | 1         | 0         |
| Porto                                  | Primeira Liga       | Tổng cộng           | 1            | 0            | 0    | 0   | —               | —               | 0       | 0       | 0       | 0       | 1         | 0         |
| Vitória de Setúbal (cho mượn)          | Primeira Liga       | 1999–2000           | 25           | 2            | 2    | 0   | —               | —               | —       | —       | —       | —       | 27        | 2         |
| Vitória de Setúbal (cho mượn)          | Primeira Liga       | Tổng cộng           | 25           | 2            | 2    | 0   | —               | —               | —       | —       | —       | —       | 27        | 2         |
| Alverca (cho mượn)                     | Primeira Liga       | 2000–01             | 29           | 1            | 3    | 0   | —               | —               | —       | —       | —       | —       | 32        | 1         |
| Alverca (cho mượn)                     | Primeira Liga       | Tổng cộng           | 29           | 1            | 3    | 0   | —               | —               | —       | —       | —       | —       | 32        | 1         |
| Porto                                  | Primeira Liga       | 2001–02             | 25           | 0            | 2    | 0   | —               | —               | 10      | 0       | —       | —       | 37        | 0         |
| Porto                                  | Primeira Liga       | 2002–03             | 18           | 1            | 6    | 0   | —               | —               | 7       | 0       | 1       | 0       | 32        | 1         |
| Porto                                  | Primeira Liga       | 2003–04             | 29           | 2            | 3    | 0   | —               | —               | 13      | 1       | 1       | 0       | 46        | 3         |
| Porto                                  | Primeira Liga       | Tổng cộng           | 72           | 3            | 11   | 0   | —               | —               | 30      | 1       | 2       | 0       | 115       | 4         |
| Chelsea                                | Premier League      | 2004–05             | 25           | 1            | 1    | 0   | 3               | 0               | 10      | 0       | —       | —       | 39        | 1         |
| Chelsea                                | Premier League      | 2005–06             | 24           | 1            | 3    | 0   | 0               | 0               | 8       | 2       | 0       | 0       | 35        | 3         |
| Chelsea                                | Premier League      | 2006–07             | 31           | 3            | 5    | 1   | 4               | 0               | 10      | 0       | 1       | 0       | 51        | 4         |
| Chelsea                                | Premier League      | 2007–08             | 21           | 1            | 2    | 0   | 4               | 0               | 10      | 0       | 1       | 0       | 38        | 1         |
| Chelsea                                | Premier League      | 2008–09             | 12           | 1            | 2    | 0   | 0               | 0               | 4       | 0       | —       | —       | 18        | 1         |
| Chelsea                                | Premier League      | 2009–10             | 22           | 0            | 1    | 0   | 0               | 0               | 5       | 0       | 1       | 1       | 29        | 1         |
| Chelsea                                | Premier League      | Tổng cộng           | 135          | 7            | 14   | 1   | 11              | 0               | 47      | 2       | 3       | 1       | 210       | 11        |
| Real Madrid                            | La Liga             | 2010–11             | 33           | 3            | 6    | 0   | —               | —               | 9       | 0       | —       | —       | 48        | 3         |
| Real Madrid                            | La Liga             | 2011–12             | 8            | 0            | 1    | 0   | —               | —               | 2       | 0       | 2       | 0       | 13        | 0         |
| Real Madrid                            | La Liga             | 2012–13             | 9            | 0            | 6    | 0   | —               | —               | 1       | 0       | 0       | 0       | 16        | 0         |
| Real Madrid                            | La Liga             | Tổng cộng           | 50           | 3            | 13   | 0   | —               | —               | 12      | 0       | 2       | 0       | 77        | 3         |
| Monaco                                 | Ligue 1             | 2013–14             | 37           | 0            | 3    | 0   | 0               | 0               | —       | —       | —       | —       | 40        | 0         |
| Monaco                                 | Ligue 1             | 2014–15             | 25           | 0            | 1    | 0   | 2               | 0               | 6       | 0       | —       | —       | 34        | 0         |
| Monaco                                 | Ligue 1             | 2015–16             | 32           | 2            | 1    | 0   | 2               | 0               | 8       | 0       | —       | —       | 44        | 2         |
| Monaco                                 | Ligue 1             | Tổng cộng           | 94           | 2            | 5    | 0   | 4               | 0               | 14      | 0       | —       | —       | 118       | 2         |
| Tổng cộng sự nghiệp                    | Tổng cộng sự nghiệp | Tổng cộng sự nghiệp | 428          | 19           | 50   | 1   | 15              | 0               | 103     | 3       | 7       | 1       | 604       | 24        |
| Cập nhật lần cuối: 7 tháng 5 năm 2016. |                     |                     |              |              |      |     |                 |                 |         |         |         |         |           |           |

### Đội tuyển quốc gia
| Đội tuyển quốc gia                      | Năm       | Trận | Bàn |
| --------------------------------------- | --------- | ---- | --- |
| Bồ Đào Nha                              | 2003      | 1    | 0   |
| Bồ Đào Nha                              | 2004      | 14   | 0   |
| Bồ Đào Nha                              | 2005      | 7    | 1   |
| Bồ Đào Nha                              | 2006      | 13   | 2   |
| Bồ Đào Nha                              | 2007      | 5    | 1   |
| Bồ Đào Nha                              | 2008      | 9    | 0   |
| Bồ Đào Nha                              | 2009      | 11   | 0   |
| Bồ Đào Nha                              | 2010      | 12   | 0   |
| Bồ Đào Nha                              | 2011      | 4    | 0   |
| Bồ Đào Nha                              | 2012      | 0    | 0   |
| Bồ Đào Nha                              | 2013      | 0    | 0   |
| Bồ Đào Nha                              | 2014      | 2    | 0   |
| Bồ Đào Nha                              | 2015      | 5    | 1   |
| Bồ Đào Nha                              | 2016      | 6    | 0   |
| Tổng cộng                               | Tổng cộng | 89   | 5   |
| Cập nhật lần cuối: 22 tháng 6 năm 2016. |           |      |     |

### Bàn thắng quốc tế
| #  | Ngày                | Địa điểm                                   | Đối thủ    | Bàn thắng | Kết quả | Giải đấu                 |
| -- | ------------------- | ------------------------------------------ | ---------- | --------- | ------- | ------------------------ |
| 1. | 3 tháng 9 năm 2005  | Sân vận động Algarve, Faro, Bồ Đào Nha     | Luxembourg | 2–0       | 6–0     | Vòng loại World Cup 2006 |
| 2. | 1 tháng 9 năm 2006  | Sân vận động Brøndby, Copenhagen, Đan Mạch | Đan Mạch   | 1–1       | 4–2     | Giao hữu                 |
| 3. | 7 tháng 10 năm 2006 | Bessa XXI, Porto, Bồ Đào Nha               | Azerbaijan | 2–0       | 3–0     | Vòng loại Euro 2008      |
| 4. | 7 tháng 2 năm 2007  | Sân vận động Emirates, Luân Đôn, Anh       | Brasil     | 0–2       | 0–2     | Giao hữu                 |
| 5. | 29 tháng 3 năm 2015 | Sân vận động Ánh sáng, Lisboa, Bồ Đào Nha  | Serbia     | 1–0       | 2–1     | Vòng loại Euro 2016      |

## Thành tích
Porto
- Giải vô địch bóng đá Bồ Đào Nha (1999, 2003, 2004)
- Cúp quốc gia Bồ Đào Nha (2003)
- Siêu cúp Bồ Đào Nha (1998, 2003, 2004)
- UEFA Cup (2003)
- UEFA Champions League (2004)

Chelsea
- Giải bóng đá ngoại hạng Anh (2005, 2006, 2010)
- Cúp FA (2007, 2009, 2010)
- Cúp Liên đoàn Anh (2005, 2007)
- Siêu cúp Anh (2005, 2009)
- UEFA Champions League (2008: Á quân)

Real Madrid 
- Giải vô địch bóng đá Tây Ban Nha (2012)
- Cúp Nhà vua Tây Ban Nha (2011)
- Siêu cúp Tây Ban Nha (2012)

Cá nhân
- UEFA Club Best Defender of the Year (2003–04)
- Đội hình xuất sắc nhất năm của UEFA (2003–04)
- Đội hình xuất sắc nhất Giải vô địch bóng đá châu Âu 2004
- Đội hình xuất sắc nhất Giải bóng đá vô địch thế giới 2006
- Cầu thủ xuất sắc nhất năm của CLB Chelsea (2007–08)

Đội tuyển quốc gia
- Á quân (Euro 2004)
- Vô địch (Euro 2016)
- Khác: Medal of Merit, Order of the Immaculate Conception of Vila Viçosa (House of Braganza)